# 薩摩亞側帶小公魚
薩摩亞側帶小公魚（學名：Stolephorus apiensis）為輻鰭魚綱鲱形目鳀科的其中一種，分布於西太平洋區，包括斐濟、薩摩亞、菲律賓、密克羅尼西亞等海域，棲息深度可達50公尺，體長可達6公分，棲息在沿海，喜群游，可作食用魚或餌魚。

## 擴展閱讀
- 維基物種上的相關：薩摩亞側帶小公魚